# Colladonus cachellus
Colladonus cachellus är en insektsart som beskrevs av Ball 1937. Colladonus cachellus ingår i släktet Colladonus och familjen dvärgstritar. Inga underarter finns listade i Catalogue of Life.